# エスポア
株式会社エスポア（英: ESPOIR Co.,Ltd.）は、東京都渋谷区に本社を置く不動産会社。一時期はゲオグループに所属していた。

## 概要
1972年（昭和47年）9月1日、鋳造品販売会社として創業。1998年（平成10年）にレンタル大手ゲオの子会社となり、社名をゲオエステートへ変更しゲオの不動産事業を継承する。
2011年（平成23年）には、親会社であったゲオが保有していたゲオエステートの株式のほとんどを譲渡しており、ゲオグループから離脱。2012年（平成24年）8月1日には商号を「株式会社エスポア」に変更した。なお、エスポアとは同社が分譲するマンションのブランド名からとったものである。
主な事業は、デベロップメント事業（分譲マンションや商業施設の開発）やリセール事業（他社物件の再販）、ストック事業（土地建物の賃貸）など。

## 沿革
- 1972年（昭和47年）9月1日 - 鋳造品販売会社、前川産業株式会社として設立[1]。
- 1998年（平成10年）9月 - 株式の譲渡によりゲオの子会社となり、株式会社ゲオ企画に商号を変更[1]。
- 2005年（平成17年）4月 - 旧株式会社ゲオエステートが株式会社ゲオアクティブに商号を変更。同時にゲオアクティブより不動産事業を営業移管され、株式会社ゲオ企画より株式会社ゲオエステートに商号を変更[1]。
- 2008年（平成20年）3月27日 - 名古屋証券取引所セントレックスへ株式を上場[1]。
- 2011年（平成23年）
  - 2月28日 - 親会社のゲオが保有するゲオエステートの株式32.28%をストーク株式会社に譲渡。これにより連結子会社から持分法適用会社に移行[1][3]。
  - 3月30日 - ゲオが保有するゲオエステートの株式30.30%を株式会社みらいアセットパートナーズに譲渡。これによりゲオは保有株式の大半を手放し不動産事業から撤退[1]。
- 2012年（平成24年）8月1日 - 株式会社エスポアに商号を変更[1]。
- 2013年（平成25年）12月 - 本社事務所を名古屋市千種区から緑区に移転[1]。
- 2022年（令和4年）4月4日 - 名古屋証券取引所の市場区分見直しにより、名証ネクストへ移行[1]。
- 2023年（令和5年）
  - 1月 - 子会社の株式会社がネオフリークが株式会社リユニオンに商号を変更[1]。
  - 3月 - 不動産コンサルティング事業を開始[1]。
  - 7月 - 本社を愛知県名古屋市緑区から東京都渋谷区に移転[1]。